# Hijam Irabot

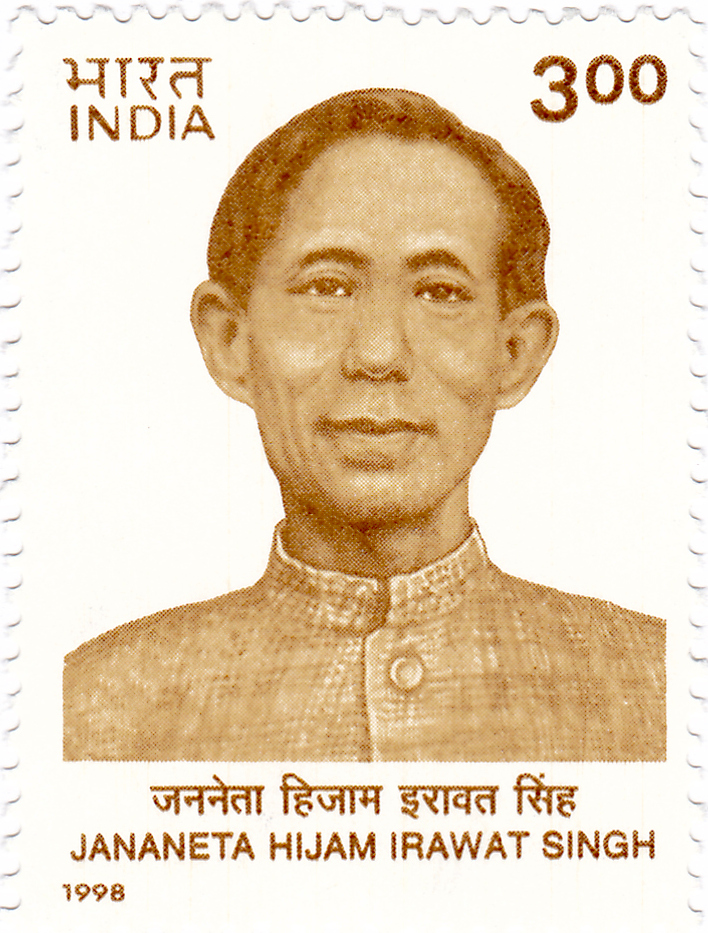
Hijam Irabot

Hijam Irabot (Imphal, Manipur, 30 september 1896 – 26 september 1951) was een politicus en schrijver uit het toenmalige koninkrijk Manipur, wat sinds 1949 een onderdeel van India is.
Irabot was geboren in de wijk Phisum Oinam Leikai van de hoofdstad Imphal. Toen hij 5 jaar was stierven zijn ouders en werd hij opgevoed door zijn tante. In 1922 richtte hij de krant Meitei Chanu op en hij was een van de stichters van de theatergroep Manipur Dramatic Union (MDU) (1930). Omdat zijn tante banden had met het koningshuis, trouwde Hijam Irabot met de nicht van de koning Churachand. Toen hij 19 jaar was maakte hij een reis door Brits-India, waar hij al snel een volgeling van Gandhi werd. Ook kwam hij in aanraking met het communisme.
In de periode 1938-1951 hield Hijam Irabot zich met de politiek bezig. In 1938 werd hij benoemd als president van de Nikhil Hindu Manipuri Mahasabha  (NHMM). Irabot wilde in zijn nieuwe politieke loopbaan graag de armoede oplossen. Ook wilde hij meer democratie in zijn land. Maar toen hij pleitte voor enkele grote sociale-hervormingen, voor vrijheid van religie en voor meer democratie moest hij in 1939 op last van de koning ontslag nemen. Op 12 december 1939 brak de tweede Nupilal of vrouwen oorlog uit. Irabot hield hierover op 9 januari 1940 een felle speech. Al snel werd hij gevangengenomen en tot drie jaar celstraf veroordeeld. Ironisch genoeg werd hij tijdens zijn gevangenschap, in de Sylhet gevangenis, de communistenleider voor heel Noordoost Azië en werd hij door het volk al gauw Jana-Neta (volksleider) genoemd. Op 10 mei 1942 bezette Japan Manipur, in deze periode moest Hijam Irabot onderduiken tot 1945. Daarna begon hij weer zich bezig te houden met de politiek. In maart 1947 liet koning Budhachandra een comité voor de grondwet samenstellen. Hijam Irabot deed de grondwet echter af als niet democratisch. In juli 1948 werden de eerste vrije verkiezingen in Manipur gehouden. Maar de waarde van deze verkiezing was van korte duur, want op 21 september 1949 werd Manipur geannexeerd door India. Al snel moest Hijam Irabot weer onderduiken. In 1951 vertrok hij naar Birma om een militaire opleiding te volgen. In september 1951 stierf Hijam Irabot op 54-jarige leeftijd aan een onbekende ziekte.

## Werken
Hijam Irabot was tijdens zijn leven dichter, vertaler en schrijver. Hij schreef zijn werken in de periode 1922-1951
- Imagi Puja (gedichtenbundel), gepubliceerd in 1987.
- Jaymati (toneelstuk)
- Krishnakanta's will (vertaald in het Manipurs)
- Lomanya Tilak (biografie)
- Seidam Seireng (gedichtenbundel, 1925)
- Muhini (een roman)
- Yakairol